# Vecse

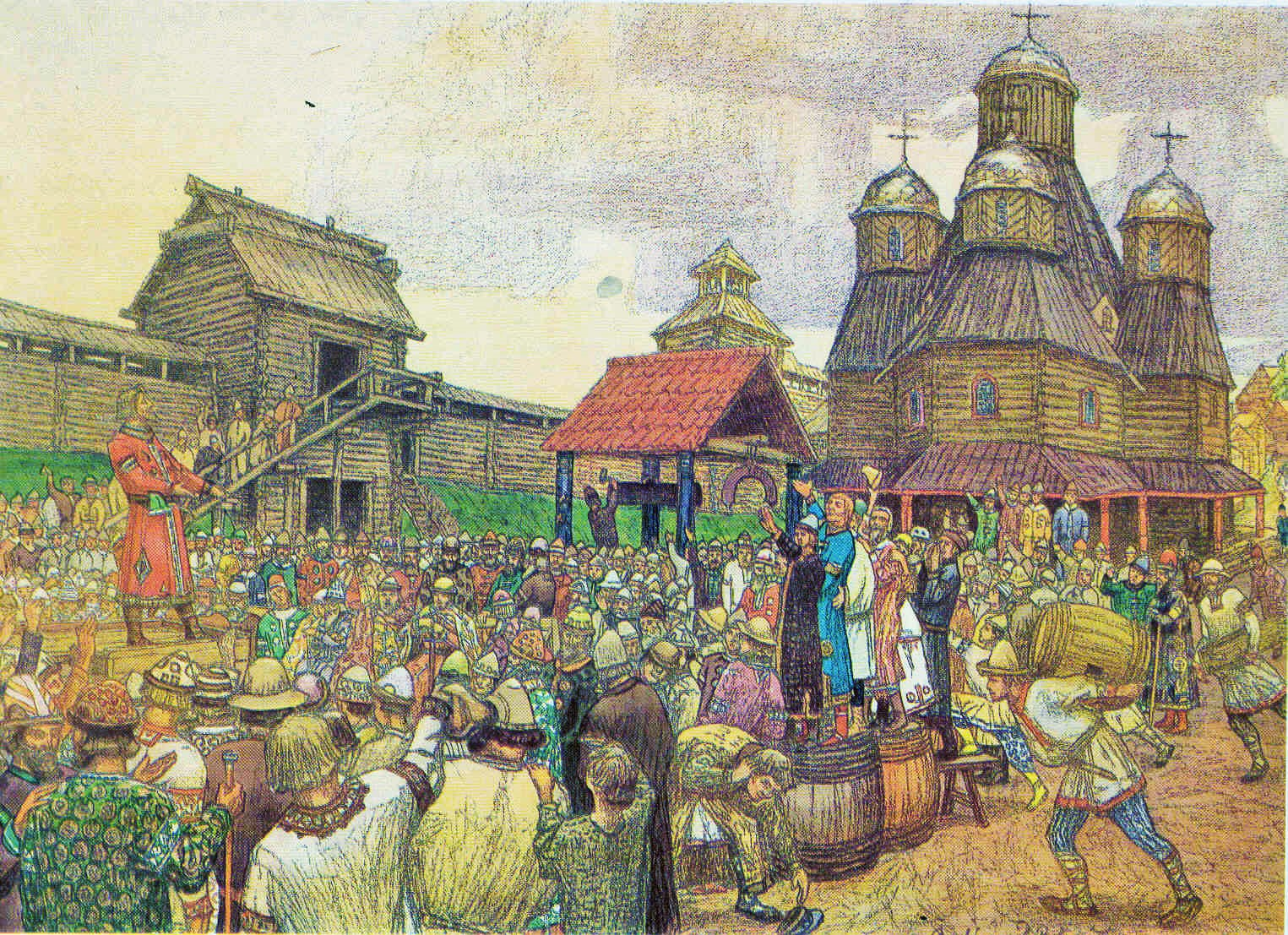
A pszkovi vecse, Viktor Mihajlovics Vasznyecov képe.

A vecse (oroszul: вече, lengyelül: wiec) a középkori szláv államok népgyűlése volt, amely a parlamenthez hasonlítható.
A szó a protoszláv *vēt szótóből ered, amelynek jelentése „tanács”, vagy „megbeszélés” (ugyanez a szótő szerepel a „szovjet” szóban). Hasonló szóképzéssel alakult ki a francia parler („beszélni”) szóból a később nemzetközivé vált parlament szó.
Létrejötte megelőzte a Kijevi Rusz kialakulását (880 körül). Nem tisztázott, teljes mértékben szláv fejlemény-e, vagy valamilyen módon a varég ting hatását tükrözi. A vecse nagyobb hatalmat élvezett északon, ahol a Rusz kaganátus hagyományai tovább éltek.
A legkorábbi ismert vecsék az orosz krónikák alapján: a Dnyepernél fekvő Belgorodban 997-ben, a Novgorodi Köztársaságban 1016-ban, Kijevben 1068-ban.
A vecsék megvitatták háború és béke ügyeit, törvényeket fogadtak el, uralkodókat választottak vagy száműztek. Kijevben a vecsét az Isteni Bölcsesség katedrális előtt tartották.

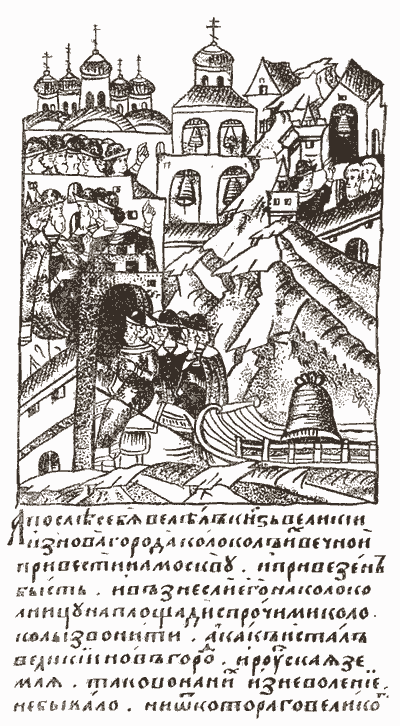
Novgorodból Moszkvába viszik a vecse harangját 1478-ban - a függetlenség megszüntetésének jelképes gesztusa.

Novgorodban a vecse az állam legfelső törvényhozó hatósága volt 1478-ig, amikor III. Iván moszkvai nagyfejedelem (1462 - 1505) uralma alá vonta a várost. Novgorod „kisöccse”, Pszkov egészen 1510-ig megőrizte a vecsét, ekkor azonban a moszkvai III. Vaszilij (1505 - 1533) uralma alá került.

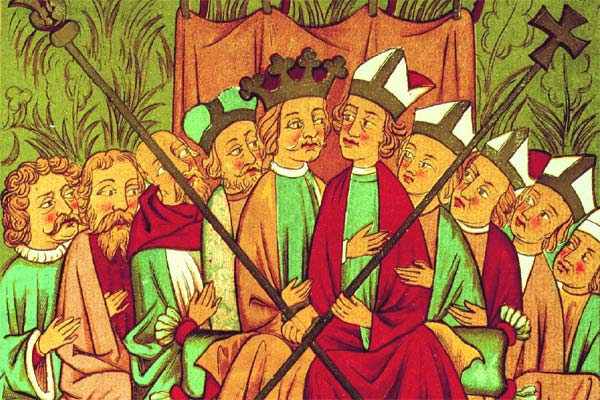
Wiec III. Kázmér lengyel király uralkodása (1333 - 1370) idején

Gallus Anonymus krónikája szerint az első lengyel uralkodót, a Piast-dinasztia alapítóját, Siemowitet a wiec nevű testület választotta meg. A wiec fejlődése vezetett 1182-ben az lengyel parlament, a szejm létrejöttéhez.

## Fordítás
- Ez a szócikk részben vagy egészben  a   Veche című angol Wikipédia-szócikk ezen változatának fordításán alapul.  Az eredeti cikk szerkesztőit annak laptörténete sorolja fel. Ez a jelzés csupán a megfogalmazás eredetét és a szerzői jogokat jelzi, nem szolgál a cikkben szereplő információk forrásmegjelöléseként.